# Renato Fucini
Renato Fucini (n. 8 aprilie 1843, Monterotondo Marittimo, Toscana, Italia – d. 25 februarie 1921, Empoli, Toscana, Italia) a fost un scriitor italian, cunoscut și sub pseudonimul Neri Tanfucio.
În scrierile sale, influențate de verism, evocă peisajul și lumea rurală din Toscana.

## Opera
- 1884: Veghile lui Neri ("Le veglie di Neri")
- 1872: O sută de sonete în dialect pisan ("Cento sonetti in vernacola pisano")
- 1877: Neapole privit fără ochelari ("Napoli ad occhio nudo")
- 1887: Sub cerul liber ("All'aria aperta")
- 1901: Lume nouă ("Mondo nuovo")
- 1904: Lume veche ("Mondo vecchio")
- 1921: Lucruri trecute ("Acqua passata")
- 1922: Frunze în vânt ("Foglie al vento").